# Lista episoadelor din Brandy și Dl. Mustăcilă
Acest articol este o listă de episoade pentru desenul animat difuzat pe Disney Channel, Brandy și Domnul Mustăcilă

## Sumar
| Sezon | Episoade        | Primul Episod    | Ultimul Episod |
| ----- | --------------- | ---------------- | -------------- |
| 1     | 2 (4) / 78 (39) | 7 decembrie 2009 |                |

## Sezonul 1: 2009
| Nr. Episod | Titlu Partea 1                                                       | Titlu Partea 2                                   | Premieră S.U.A. | Premieră România  |
| 1 | "Primul Prieten al Domnului Mustăcilă" "Mr. Whiskers's First Friend" | "Boacăna Babysitterului" "The Babysitter's Flub" | 21 august 2004  | 7 decembrie 2009  |
| Partea 1: Domnul Mustăcilă o întâlnește pe Brandy Harrington, ea îl roagă să deschidă lumina ca să poată citi o revistă. Domnul Mustăcilă deschide prostește ușa de evacuare a avionului, care îi face să cadă din avion în Pădurea Amazonului. Acum ei trebuie să supraviețuiască. |                                                                      |                                                  |                 |                   |
| Partea 2: Mama Crock o roagă pe Brandy să aibă grijă de ouăle ei. Brandy îl pune pe Domnul Mustăcilă să urmărească ouăle. |                                                                      |                                                  |                 |                   |
| 2 | "Creier vs Muschi" "Lack Of Brains VS. Brawns"                       | "Petrecere in pijamale" "The No Sleep Over"      | 21 august 2004  | 8 decembrie 2009  |
| Partea 1: Brandy și Mustăcilă pleacă la un lac.Dar după ce se așează Mustăcilă pe o piatră apare o gorilă numită Lester supărată că i-a luat locul.Pentru a nu-i strica reputația lui Brandy,Mustăcilă dorește să-l înfrunte pe Lester. |                                                                      |                                                  |                 |                   |
| Partea 2: Brandy hotărăște să facă o petrecere în pijama,dar doar pentru fete așa că Mustăcilă nu este invitat.Alături de Ed face o groază de farse fetelor,dar și Brandy le face la fel lor,pentru a nu fi mai prejos. |                                                                      |                                                  |                 |                   |
| 3 | "Balul - Petrecerea" "Funky Bunny"                                   | "Alegeri in Jungla" "The Going Bananas Republic" | 21 august 2004  | 9 decembrie 2009  |
| Partea 1: Brandy vorbește despre Balul Herincton,care se organizează în Florida,zice ea.Se hotărăște să organizeze acest eveniment în junglă.Dar,uitând de partener,îl alege pe Dl.Mustăcilă pentru că nu are pe altcineva.Iepurele a încercat să se poarte civilizat,i-a ieșit bine până a făcut un accident.Pentru a salva balul,creierul lui Dl.Mustăcilă îi spune să danseze ca Iepurașul vesel.   |                                                                      |                                                  |                 |                   |
| Partea 2: În prelucrare. |                                                                      |                                                  |                 |                   |
| 4 | "Către lună, Mustăcila" "To The Moon Whiskers"                       | "Cyranosaurus Rex" "Cyranosaurus Rex"            | 21 august 2004  | 10 decembrie 2009 |
| Partea 1: O maimuță spațială rusească pe nume Boris vine, care este fericită să fie liberă, care le spune tuturor să nu apese butonul roșu în nava spațială sau oamenii vor veni și îl vor lua.Brandy se lupta din rasputeri să poată apăsa butonul roșu ca să ajungă înapoi acasă,în Florida dar în loc ca oamenii să vină dupăă ea,îi este dată o alună.                                             |                                                                      |                                                  |                 |                   |
| Partea 2: Domnul Mustăcilă se îndrăgostește de un dinozaur pe nume Isabel.Brandy îi dă o mulțime de sfaturi cu care s-o impresioneze pe Isabel,însă nu dau roade.Aceasta decide că ar trebui să-i șoptească însă planurile îi sunt date peste cap de o maimuță cu ochi bulbucați care îi dau târcoale lui Brandy.Iar Mustăcilă ajunge în stomacul lui Isabel,unde se îndrăgostește de prânzul ei,Gina. |                                                                      |                                                  |                 |                   |